# Pozán de Vero
Pozán de Vero es un municipio de 218 habitantes situado en la comarca Somontano de Barbastro, en la provincia de Huesca, comunidad autónoma de Aragón, España.
En la margen izquierda del río, Pozán de Vero se recuesta en un suave reclinar del terreno.

## Geografía
El río Cinca y, sobre todo, el Vero nos ofrecen sus riberas para el disfrute de los amantes de la naturaleza y de los deportes de aventura.
La celebración de aquelarres en esta zona está constatada por algunos procesos inquisitoriales abiertos en los siglos XVI y XVII, como el de la famosa bruja Dominica "La Coja". Dominica, a los ojos de sus vecinos, pasó a de ser "partera, entretenedora, curandera, santiguadora, abortona"... a ser "alguacila" del Diablo. Se le abrió un proceso, fue acusada de brujería y condenada a muerte en la hoguera. Tras ser torturada y confesar innumerables delitos, falleció antes de cumplirse sentencia.

## Historia
Localidad con orígenes documentados en el año 1001, cuando se tiene constancia del primer asentamiento. Aunque se han encontrado yacimientos íberos, un reformado puente romano y un azud árabe todavía en uso aportando agua a las huertas de la zona.

## Demografía
Pozán de Vero cuenta con una población de 235 habitantes (INE 2024).
| Gráfica de evolución demográfica de Pozán de Vero entre 1842 y 2021                                                 |
| |
| Población de derecho según los censos de población del INE Población de hecho según los censos de población del INE |

## Administración y política
| Período   | Alcalde                  | Partido |  |
| --------- | ------------------------ | ------- |  |
| 1979-1983 | Francisco Pabán Portolés | PSOE    |  |
| 1983-1987 |                          |         |  |
| 1987-1991 |                          |         |  |
| 1991-1995 |                          |         |  |
| 1995-1999 |                          |         |  |
| 1999-2003 |                          |         |  |
| 2003-2007 |                          | PSOE    |  |
| 2007-2011 | José María Mur Lasierra  | PSOE    |  |
| 2011-2015 | José María Mur Lasierra  | PSOE    |  |
| 2015-2019 | Rosana Marcos Sánchez    | PSOE    |  |

| Partido político    | Partido político                                   | 2003   | 2007   | 2011   | 2015   |
| Partido político    | Partido político                                   | Ediles | Ediles | Ediles | Ediles |
|                     | Partido de los Socialistas de Aragón (PSOE-Aragón) | 4      | 5      | 4      | 4      |
|                     | Partido Popular de Aragón (PP)                     | 1      | —      | 0      | 1      |
|                     | Partido Aragonés (PAR)                             | 0      | 2      | 1      | 0      |
|                     | Chunta Aragonesista (CHA)                          | 0      | —      | —      | —      |
| Total de concejales | Total de concejales                                | 5      | 7      | 5      | 5      |

## Cultura

### Patrimonio
Un paseo por sus calles nos descubrirá hermosas casas construidas con tapial, piedra y ladrillo entre los siglos XVI y XVIII, destacando algunas casas con portadas ricamente decoradas como es el caso de la "casa Calasanz" datada de mediados del siglo XVI.
Su iglesia parroquial de la Asunción barroca del siglo XVIII, consta de una sola nave y crucero sobre el que se levanta una bonita cúpula. Destaca por sus monumentales dimensiones y homogénea fábrica, de la que sobresale su maciza torre
Un antiguo camino conduce hasta la ermita de San Macario, del siglo XVIII, desde donde se contempla una hermosa vista del valle medio del Vero y de las plantaciones de viñedo. Su portada se decoró con estrellas y otros motivos de simbología astral.
Otros lugares de interés
Entre Pozán de Vero y Castillazuelo, se encuentra el monumental Salto de Pozán, destinado a elevar el nivel del agua, derivarla a la acequia de San Marcos, y utilizarla para mover molinos y regar las huertas próximas a Barbastro.
El otro de los azudes conservados hasta la fecha "el de arriba" se edificó entre los siglos XVI y XVII para mover los molinos de harina y aceite de la orilla izquierda del río Vero.
Son estos azudes, la acequia de San Marcos y las riberas del río Vero zonas donde habitan especies características y endémicas: el pez fraile, la piraña del Vero y el mejillón, un bivalvo de conchas anacaradas.
La localidad se halla en un lugar privilegiado en las inmediaciones del Parque Cultural del río Vero donde podremos contemplar la riqueza de pinturas rupestres que encontraremos en los numerosos abrigos en torno a Alquézar y de los municipios de Castillazuelo, Barbastro, Colungo o Adahuesca. Todos ellos con interesantes elementos patrimoniales.

### Fiestas
En honor de san Fabián y San Sebastián, la madrugada del 19 al 20 de enero se encienden hogueras. Celebra sus fiestas mayores el 2 de enero en honor de san Macario. Destacan sus Jornadas Culturales organizadas en el mes de marzo, con mucha variedad entre sus actos. Y la Fiesta de la Chireta donde el municipio ha entrado a formar parte del Libro de los Récord Guinness por la elaboración de este típico plato altoaragonés.

### Gastronomía
En Pozán de Vero se pueden degustar deliciosas chiretas y almendras garrapiñadas elaboradas de modo artesanal así como las frescas verduras de sus huertas y el excelente vino del Somontano.

### Arte e ingenio
Museo de Autómatas interpretando el Agua, el Vino, las Labores, el Deporte y el Humor.
Diseños y creaciones en Artesanías varias. Abierto todos los días.